# Widzieniańce
Widzieniańce (lit. Vydeniai) − wieś na Litwie, zamieszkana przez 413 ludzi, w rejonie orańskim, pomiędzy Ejszyszkami i Oranami.